# РК Црвена звезда
Рукометни клуб Црвена звезда је рукометни клуб из Београда. Клуб је део Спортског друштва Црвена звезда. Клуб је основан као секција СД Црвена звезда 1. октобра 1948. и у почетку је играо велики рукомет. Клуб се тренутно такмичи у Суперлиги Србије.

## Историја

### 1950е
Рукометна секција Спортског друштва Црвена звезда формирана је 1. октобра 1948. Први вођа те секције био је Мирослав Павловић. Првих година се играо велики рукомет, али како није изазивао интересовање и популарност, врло брзо га замењује мали, то јест модерни рукомет. Црвена звезда је била носилац и пионир рукомета у Београду. Екипа је учествовала на бројним турнирима у земљи и иностранству, и остваривала успехе.
После квалификационих утакмица, које су одржане по републикама, на завршном турниру у Београду, РК Црвена звезда 1955. осваја прву титулу првака Југославије. Тада је у финалу побеђена екипа Млада Босна из Сарајева резултатима 17:6 и 11:4. У освајању те титуле учествовали су: Милан Првуловић, Ђорђе Вучинић, Богдан Цвијетић, Томислав Рагуш, Никола Вучковић, Владимир Милић, Александар Димитрић, Светислав Станкић, Михајло Марковић и Никола Вучинић. Већ следеће 1956. године Звезда осваја дуплу круну. На завршном турниру у Сарајеву освојена је титула у конкуренцији екипа Младе Босне, РК Работнички из Скопља и РК Младост из Загреба, а исте године освојен је и куп.
Тај период је дефинитивно обележио Богдан Цвијетић, који је био најбољи играч Црвене звезде у том периоду и један од најбољих рукометаша свог времена. Проглашен је рукометним Шекуларцем, тј. да је „Боца Цвијетић у рукомету оно што је Шеки у фудбалу – мајстор финте“. Својим играма заслужио је и позив у репрезентацију Југославије.
Први пут је 1958. формирана савезна лига, а Црвена звезда је једини клуб из Србије који никад није испадао из највишег ранга.

### 1960е
Шездесетих година, иако је била стални прволигаш, Црвена звезда се налазила углавном у средини табеле. Најбољи резултати остварени су 1965. и 1969. када је освојено четврто, односно пето место у првенству Југославије. И у тим годинама, Звезда је имала неколико сјајних играча, пре свега лево крило Бранислава Покрајца и голмана Андрију Бањанина који је феноменално бранио гол црвено-белих. Такође, играњем за црвено-беле истакли су се и Света Ћерамилац и Рајко Лау.

### 1970е
Овај период обележио је Милан Лазаревић, који је 1970. наступио на светском првенству, а две године касније, тачније 1972. и на Олимпијади, где је био један од најбољих. Што се тиче пласмана у првенству, Црвена звезда је најбоље пласирана била 1974. када је освојено 4. место. Касније долази до промене на клупи, и уместо дугогодишњег тренера Николе Вучинића долази Михаило Обрадовић. Тада окосницу тима, између осталих, чине: Велибор Ненадић, Младен Лаковић и Јовица Цветковић.

### 1980е
У наредним годинама имала је Звезда врхунске играче попут Милана Калине, Бранка Штрпца и Петрита Фејзуле, али су трофеји упорно измицали. Примера ради, у сезони 1982/83. Црвена звезда је била на прагу трофеја, од славља је делила само једна утакмица, против Слоге у Добоју у којој је победа доносила титулу. Међутим, наш тим је на крају постао вицешампион, због слабије гол-разлике у односу на шабачку Металопластику (исти број бодова на крају, с тим што је наш тим имао +53, а Металопластика +73 гол-разлику). Металопластика је тих година била неприкосновена у СФРЈ лиги, а два пута је била и шампион Европе.

### 1990е
Тек деведесетих година, Црвена звезда долази до нових трофеја. Почело је изгубљеним финалом у „Пиониру“ 1993. када су секунде делиле од победе у мајсторици против београдског Партизана, али, то генерација предвођена Бутулијом, Перуничићем, Кнежевићем, Шкрбићем и Перићем није успела. Након овог пораза, многи првотимци одлазе из клуба, а почиње да се прави нова Звезда. У сезони 1994/95, Црвена звезда осваја Куп Југославије, а трофеј освајају: Радосављевић, Максић, Петрић, Војиновић, Капа, Петковић, Јокић... Тренер је био Љуба Обрадовић.
Следећа сезона је била још успешнија: освојена је „дупла круна“, а и у наредне две сезоне је освојена титула шампиона Југославије. Иако се ушло у стварање новог тима, са само четири праве звезде у том тренутку, Предрагом Перуничићем, Петрићем, Матићем и Милосављевићем, али са сјајним Пуљезевићем и Шарићем на голу, предвођени Јовицом Цветковићем са клупе (смена Љубе Обрадовића је претходно изазвала велике потресе), ништа се значајно није променило. Трећа титула у низу (1998. године) освојена је поново са новим тренером (Златан Арнаутовић).
Тих година, Звезда је постизала одличне резултате и у Европи. У сезони 1995/96, тим стиже чак до полуфинала Купа победника купова. Прво је елиминисан Ђер (34:25 и 27:30), па Бањик из Карвине (29:18 и 26:34), затим Борба из Луцерна (33:23 и 26:23). У полуфиналу, Тека из Сантандера је била боља од Звезде (19:25 и 20:19) и спречила је да уђе у прво европско финале. У следећој сезони забележено је и прво учешће у Лиги шампиона, наш тим заузима треће место у групи иза Кила и Винтетура, а испред СКА из Минска. И у сезони 1997/98. наш тим је играо у групној фази, и поново био трећи, иза Винтертура и Адемар Леона, а испред Драмена. Наредне године, Звезда није успела да се пласира у групну фазу, јер је поражена од екипе СКА из Минска (30:22, 19:32).

### 2000е
Након ових успеха, клуб поново запада у кризу, да би се у сезони 2003/04. поново уздигао, освојивши „дуплу круну“. У тиму су тада били: Александар Аџић, Никола Којић, Дарко Станић (касније прозван „министром одбране“), Ненад Вучковић, Растко Стојковић, Никола Манојловић, Иван Никчевић, Горан Цветковић. Новосадска Војводина је освојила титулу у сезони 2004/05, да би следеће три сезоне поново припале нашем клубу.
После очајног старта у сезони 2005/06. (пет узастопних пораза), мало ко је очекивао да ће се Звезда уопште пласирати у заједничку лигу Србије и Црне Горе. На полусезони, Звезда је имала скор 3-1-7, и заузимала је девету позицију (од 12 тимова), па јој је предвиђана грчевита борба за опстанак, а затим се све окренуло у корист нашег тима који је преузео Вук Рогановић. Звезда је заиграла знатно боље, забележила десет узастопних победа рушећи редом противнике у другом делу првенства, и као четврта на табели се пласирала у заједничку лигу. Предвођена Петром Ненадићем, Црвена звезда долази у ситуацију да јој је у последњем колу довољан бод да врати титулу на Маракану. Иако су губили на полувремену против Берана (у гостима), наш тим је преокренуо резултат у наставку, Беране је ипак успело да дође до изједначења на крају, а Звезда је могла да слави нову титулу.
Следеће сезоне, Црвена звезда је тријумфовала са бодом више од Партизана, да би у сезони 2007/08. била убедљивија и на крају сакупила 7 бодова више од другопласиране Колубаре.

### 2010e
Ненад Перуничић је 2007. испунио своју жељу и вратио се у свој клуб, Црвену звезду, са намером да освоји најдражу титулу, која му недостаје и наравно, титулу је освојио. Забележена су и још два наступа у Лиги шампиона. Након ових успеха, нова криза захвата наш тим, клуб је упао у дугове, био пред гашењем, и управо се Ненад Перуничић посветио борби да клуб опстане.
У наредних неколико година Звезди је одузето много бодова од стране савеза због дугова, па је у једном тренутку клуб дошао на ивицу испадања из Лиге (Црвена звезда је једини клуб који никада није испадао из најелитнијег домаћег такмичења). У сезони 2013/14. клуб се коначно мало консолидовао, пре свега надљудским напорима Перуничића, освојено је четврто место у домаћем шампионату и играно је финале домаћег купа које је ипак припало нишком Железничару. Уследила је врло турбулентна сезона у којој је на крају заузето прво место у плеј-ауту, односно укупно седмо у шампионату, док је екипа Ненада Перуничића у националном купу заустављена у четвртфиналу.
Након деветогодишњег поста црвено-бели рукометаши су освојили Куп Србије 2017. и на тај начин дошли до 14. трофеја у историји клуба. Сјајна 2017. година је крунисана освајањем Суперкупа, a Ненад Перуничић је проглашен за тренера године.

## Успеси
| Такмичење                 | Такмичење                | Број                     | Година                                       |                          |                          |
| Национално првенство - 9  | Национално првенство - 9 | Национално првенство - 9 | Национално првенство - 9                     | Национално првенство - 9 | Национално првенство - 9 |
| ------------------------- | ------------------------ | ------------------------ | -------------------------------------------- | ------------------------ | ------------------------ |
| Првенство СФР Југославије | Првак                    | 2                        | 1954/55, 1955/56.                            |                          |                          |
| Првенство СФР Југославије | Други                    | 3                        | 1957/58, 1982/83, 1985/86.                   |                          |                          |
| Првенство СРЈ / СЦГ       | Првак                    | 5                        | 1995/96, 1996/97, 1997/98, 2003/04, 2005/06. |                          |                          |
| Првенство СРЈ / СЦГ       | Други                    | 2                        | 1992/93, 1994/95.                            |                          |                          |
| Првенство Србије          | Првак                    | 2                        | 2006/07, 2007/08.                            |                          |                          |
| Првенство Србије          | Други                    | 2                        | 2009/10, 2010/11.                            |                          |                          |
| Национални куп - 5        |                          |                          |                                              |                          |                          |
| Куп СФР Југославије       | Победник                 | 1                        | 1955/56.                                     |                          |                          |
| Куп СФР Југославије       | Финалиста                | 4                        | 1974/75, 1983/84, 1990/91, 1991/92.          |                          |                          |
| Куп СРЈ / СЦГ             | Победник                 | 3                        | 1994/95, 1995/96, 2003/04.                   |                          |                          |
| Куп СРЈ / СЦГ             | Финалиста                | 2                        | 1993/94, 1999/00.                            |                          |                          |
| Куп Србије                | Победник                 | 1                        | 2016/17.                                     |                          |                          |
| Куп Србије                | Финалиста                | 3                        | 2009/10, 2010/11, 2013/14.                   |                          |                          |
| Национални суперкуп - 1   |                          |                          |                                              |                          |                          |
| Суперкуп Србије           | Победник                 | 1                        | 2017.                                        |                          |                          |
| Суперкуп Србије           | Финалиста                | 0                        | /                                            |                          |                          |
| Континентална такмичења   |                          |                          |                                              |                          |                          |
| ЕХФ Куп победника купова  | Победник                 | 0                        | /                                            |                          |                          |
| ЕХФ Куп победника купова  | Финалиста                | 0                        | /                                            |                          |                          |
| ЕХФ Куп победника купова  | Полуфинале               | 1                        | 1995/96.                                     |                          |                          |
| Остала такмичења          |                          |                          |                                              |                          |                          |
| Трофеј Добоја             | Победник                 | 2                        | 1974, 1989.                                  |                          |                          |
| ТВ турнир шампиона        | Победник                 | 2                        | 1992, 1995.                                  |                          |                          |

## Састав у сезони 2021/22.
| Број на дресу | Играч            |
| 2             | Мирко Ђуровић    |
| 3             | Иван Хорват      |
| 4             | Урош Симић       |
| 5             | Драшко Ненадић   |
| 10            | Немања Јовић     |
| 12            | Јанко Гемаљевић  |
| 13            | Ђорђе Мајес      |
| 16            | Димитрије Јелић  |
| 19            | Виктор Матичић   |
| 22            | Милош Благојевић |
| 25            | Радисав Лаковић  |
| 27            | Бошко Маринковић |
| 28            | Лука Кикановић   |
| 31            | Немања Вучићевић |
| 36            | Михаило Шљукић   |
| ------------- | ---------------- |

## Трофејни састави
- 1955 - Дејан Мандић, Милан Првуловић, Ђорђе Вучинић, Михајло Марковић, Светислав Станкић, Александар Димитрић, Иво Лупис, Владимир Милић, Богдан Цвијетић, Никола Вучинић, Томислав Рагуш, Петар Гледић, Петар Бркић.
- 1956 - Дејан Мандић, Милан Првуловић, Ђорђе Вучинић, Михајло Марковић, Светислав Станкић, Александар Димитрић, Иво Лупис, Владимир Милић, Богдан Цвијетић, Никола Вучинић, Петар Гледић, Петар Бркић.
- 1996 - Горан Стојановић, Дарио Ћирић, Никола Сладић, Никола Марковић, Владан Матић, Зоран Илић, Никола Војиновић, Предраг Перуничић, Игор Бутулија, Бобан Кнежевић, Владимир Петрић, Горан Маринковић, Жикица Милосављевић, Влатко Ђоновић.
- 1997 - Ненад Пуљезевић, Данијел Шарић, Ратко Николић, Никола Еклемовић, Петар Каписода, Никола Војиновић, Предраг Перуничић, Александар Аџић, Бобан Кнежевић, Владимир Петрић, Владан Матић, Горан Маринковић, Жикица Милосављевић, Никола Мариновић.
- 1998 - Ненад Пуљезевић, Ратко Николић, Никола Којић, Никола Еклемовић, Петар Каписода, Борко Ђорђевић, Никола Војиновић, Александар Аџић, Андрија Аџић, Данијел Шарић, Зоран Илић, Владимир Петрић, Иван Дреновац, Никола Мариновић.
- 2004 - Дарко Станић, Милош Живојиновић, Славко Крњајац, Никола Којић, Урош Вуковић, Милан Ћоровић, Саша Ђукић, Данијел Суботић, Растко Стојковић, Зоран Илић, Никола Манојловић, Милош Пешић, Ненад Вучковић, Горан Цветковић, Александар Аџић, Иван Никчевић, Марко Танасковић.
- 2006 - Владимир Перишић, Елдар Шишић, Предраг Димитријевић, Урош Вуковић, Филип Шћепановић, Ђорђе Михаиловић, Милош Милошевић, Петар Ненадић, Срђан Тривунџа, Данило Лековић, Мирослав Симић, Милан Павлов, Александар Марковић, Стеван Курбалија, Стојан Радановић, Владимир Грбић.
- 2007 - Владимир Перишић, Светислав Веркић, Стојан Радановић, Урош Вуковић, Жарко Пејовић, Мирко Милашевић, Ненад Максић, Милош Милошевић, Петар Ненадић, Милан Павлов, Данило Лековић, Мирослав Симић, Лазар Савић, Стеван Курбалија, Ђорђе Михаиловић, Владимир Грбић, Филип Шћепановић, Марко Карлеуша, Слободан Чупић, Предраг Димитријевић.
- 2008 - Горан Алексић, Раде Мијатовић, Елдар Шишић, Жарко Пејовић, Стеван Курбалија, Ђорђе Михаиловић, Ненад Перуничић, Ненад Максић, Милан Павлов, Данило Лековић, Милош Милошевић, Мирко Милошевић, Мирко Милашевић, Марко Карлеуша, Милан Вукас, Слободан Чупић, Драшко Ненадић, Александар Босић, Александар Глишић, Александар Стојковић, Немања Зеленовић, Стефан Алчаковић, Александар Ћирић, Драгољуб Поповић.

## Најбоља постава у историји
- Дејан Перић (голман)
- Драган Шкрбић (пивот)
- Богдан Цвијетић (средњи бек)
- Јовица Цветковић (десни бек)
- Милан Лазаревић (леви бек)
- Жикица Милосављевић (десно крило)
- Бранислав Покрајац (лево крило)